# Scampolo
Scampolo — первая бит-группа Венгрии, которая внесла серьёзный вклад в развитие венгерской рок-музыки. Она была своеобразным донором для последующих групп, например, два из четырёх участников постоянного состава «Omega» до этого были в «Scampolo».

## История группы
Фактически история всей венгерской рок-музыки начинается с группы «Scampolo». Её основали в 1961 году парни, работавшие в OTP-Bank’е: барабанщик Иштван Фараго (Faragó István, 1944 г.рожд.) по прозвищу «Judy», гитарист Лайош Аткари, саксофонист Йожеф Маркоя, бас-гитарист Шандор Шельмеци и органист Тибор Варга. Название группы парни взяли в честь героини романтической западногерманской комедии «Лоскуток» (1958) с Роми Шнайдер в главной роли. Музыканты в то время были очень бедны, поэтому почти все они приобрели инструменты на кредиты, которые взяли в родном банке. Обычно их группа выступала в культурном центре на улице Ференца Видьязо, исполняя хиты Элвиса Пресли, «Shadows», Клиффа Ричарда и Карла Перкинса.
В 1962 году в «Scampolo» пришёл вокалист Ласло Комар (Komár László, 1944 г.рожд.), который вместе с Judy стал одним из лидеров группы. Благодаря их организаторской деятельности сложился новый состав: ритм-гитарист Лайош Аткари, клавишник Тибор Варга и барабанщик Дьюла Тиханьи (не путать с бас-гитаристом из группы «Szivárvány»), а сам Judy занял место соло-гитариста. Также с 1963 года с ними выступала Шаролта Залатнаи (Zalatnay Sarolta, 1947 г.рожд.). Её мать была оперной певицей, а сама она обучалась в музыкальной школе по классам фортепиано и вокального искусства. Как раз в школе Шаролта и познакомилась с Ласло Комар, и он, заметив её талант, пригласил в свою группу. В 1962-64 годах «Scampolo» была самой популярной венгерской бит-группой: в музыкальном плане её участникам тогда не было равных ни по таланту исполнения, ни по эмоциональному воздействию на публику.
Осенью 1964 года Judy ушёл на военную службу, и ведущим гитаристом стал Ласло Хармат, а бас-гитаристом — Тамаш Михай, который учился в музыкальной школе Bartók Béla по классу виолончели. Практически сразу же после этого, в начале 1965 года Ласло Комар ушёл в команду «Dogs», а Шаролта Залатнаи — в «Bergendy», и их места в «Scampolo» заняли Дьюри Кюртёши и Кати Адам. Несмотря на почти полную смену состава, новые участники довольно органично вписались в коллектив, поэтому период 1965-66 годов был для группы столь же успешным как и предыдущий. Однако к тому времени другие отечественные группы уже начали исполнять песни на венгерском, поэтому «Scampolo» несколько отстала от них и спустилась в хит-парадах на 4-5 место, например, в 1965 году первые строчки популярности в Молодёжном Журнале занимали уже группы «Atlantis» и «Syconor», а в 1966-м — «Illés», «Omega» и «Metro».
Осенью 1966 года в «Scampolo» пришёл новый бас-гитарист Аттила Даньи (Danyi Attila, 1946 г.рожд.) из любительской команды «Kon-Tiki», который взял на себя обязанности лидера группы. Аттила заменил Тамаша Михая, который ушёл в «Omega». Тогда же клавишником стал Габор Прессер, барабанщиком — Андраш Веселинов, до этого игравший в «Atlantis», трубачём — Ласло Шельмеци, вокалистом — Карой Хорват, а гитаристом — его брат Ласло Хорват. Однако и этот состав оказался нестабильным. Карой Хорват очень скоро ушёл из «Scampolo» и создал свою собственную команду «Olympia»; позднее в ней играл и его брат Ласло. А вокалистом «Scampolo» снова стал Ласло Комар. Также в 1967 году Андраш Веселинов перешёл в команду «Metro», и на место барабанщика музыканты взяли юного Ласло Варади (1950 г.рожд.) по кличке «Vadölő». Но новый барабанщик оказался довольно безответственным человеком, часто пропускал репетиции и любил выпить, поэтому он пробыл в группе всего несколько месяцев и был заменён на опытного Тамаша Рошенберга (Rosenberg Tamás). Позднее Ласло Варади играл в группах «Pannónia» и «Sakk-Matt». Клавишник Габор Прессер вскоре тоже оставил «Scampolo» и перебрался в «Омегу», и на его место пришёл талантливый Ласло Варга (1946 г.рожд.), который до этого играл в «Liversing». А трубача Ласло Шельмеци сменил саксофонист Михай Радуй. Но главное, что в группу снова вернулся Judy, который перед этим пару лет играл в команде «Flottila».
Аттила Даньи принёс в «Scampolo» новое звучание. Он не хотел играть те же песни, которые исполняли в то время все другие группы (хиты «Cream» и Джими Хендрикс). Благодаря Аттиле ансамбль играл теперь композиции «Yardbirds», «Spencer Davis Group», «The Animals», «Spooky Tooth», John Mayallt, «Steppenwolf», «Fleetwood Mac» и «Ten Years After». В 1967 году «Scampolo» записала свой первый собственный сингл «Maradj egy percig!»/«Ne írjon fel, rendőr bácsi!» В 1968 году саксофонист Михай Радуй ушёл в джаз-квартет «Pege», позднее он играл в составе «Syrius». В 1969 году Тамаш Розенберг перешёл в «Atlas», и новым барабанщиком стал Андраш Мерцель (Merczel András, 1943 г.рожд.). До этого он был участником «Liversing» и «Olympia», и в «Scampolo» его привёл Ласло Варга, с которым он был знаком ещё в «Liversing». А Ласло Комар во второй раз покинул группу; позднее он был вокалистом в командах «Atlas», «Bergendy», «Non-Stop» и «Sprint». В том же году репертуар «Scampolo» дополнили хиты «Deep Purple», «Led Zeppelin»: исполнял их Ласло Варга, а Аттила Даньи играл на ритм-гитаре и клавишных. Их основным конкурентом в то время была группа Белы Радича «Sakk-Matt», и когда в июне 1969 года проходил их совместный концерт в Молодёжном парке Буды, между гитаристами двух оркестров состоялась эмоциональная дуэль на гитарах.
В 1970 году Аттила Даньи перешёл из «Scampolo» в «Atlantis», и новым лидером группы стал Андраш Мерцель. Место бас-гитариста занял Габор Редеи, который ранее играл в «Metro» и «Neoton», а клавишником какое-то время был Ласло Сидор. Новой вокалисткой группы стала джаз-певица Кати Бонтович (Bontovics Kati, 1953 г.рожд.), супруга трубача Кароя Фридриха из «Syrius», которая исполняла песни Aretha Franklin, Dionne Warwick и Julie Driscoll. Кати была в составе «Scampolo» до 1975 года, а позднее начала сольную карьеру и в 1979 году выпустила диско-альбом «Ártatlan bűn», авторами музыки которого были Дьёрдь Якаб из «Neoton Família» и Янош Машик, а тексты сочинила Анна Адамиш. В том же 1970 году музыканты «Scampolo» записали совместную композицию «Átmentem A Szivárvány Alatt» с Кати Ковач и совершили турне по соседним странам, включая Австрию и Югославию. Композиция была выпущена как сингл, вторую сторону которого занимала песня «Jóbarátom», плод совместного творчества Ласло Комара и группы «Beatrice». Поскольку «Scampolo» была явно на подъёме, член венгерского Союза композиторов Иштван Ш. Надь предложил музыкантам записать диск-гигант, но его идея так и не была доведена до воплощения.
В 1972 году «Scampolo» выпустила свой второй сингл «Tudom, hogy más kell»/«Levegőben», авторами которого были Judy и Андраш Мерцель. После этого в составе снова произошли изменения: бас-гитаристом «Scampolo» стал Золтан Киш, который ранее играл в «Mini», «JAM» и «Tűzkerék», а после 1973 года был участником «Óceán», «Korál» и «Karthago». Также в 1973 году ансамбль окончательно покинул Иштван Фараго (Judy). В 1974 году группа приняла участие в радиоконкурсе «Made in Hungary» с композицией «Nem tudom, miért», которая вскоре вышла как сингл. Затем Кати Бонтович оставила «Scampolo», и какое-то время с группой выступала Мария Виттек. После этого в группе в разные годы засветились вокалист Дьёрдь Биро, гитаристы Енё Киш и Шандор Буроньи, бас-гитаристы Антал Енчок, Ласло Видьязо, Янош Кери и Миклош Кюронья, саксофонисты Йожеф Мажи и Дьёрдь Дьюрковски и клавишники Ференц Паланкаи и Тибор Биатошински. «Scampolo» окончательно распалась только в 1981 году, а в 1982 году их композиция «Maradj egy percig!» вошла в сборник «Rocklegendák 1966—1970».

## Синглы
1967 — Maradj egy percig! / Ne írjon fel, rendőr bácsi!

1972 — Tudom, hogy más kell / Levegőben

1974 — Nem Tudom Miért (вторая сторона — Syrius: «Sápadt Fényű Ablak»)